# Pasterz (ptak)
Pasterz, pasterz różowy, szpak różowy (Pastor roseus) – gatunek niewielkiego ptaka wędrownego z rodziny szpakowatych (Sturnidae), jedyny przedstawiciel rodzaju Pastor. Zamieszkuje pas od Półwyspu Bałkańskiego, przez Azję Mniejszą i Ukrainę po Iran i Azję Środkową. Zimuje głównie w Indiach i Sri Lance. Do Polski nieregularnie zalatuje.

## Taksonomia
Gatunek został opisany przez Linneusza w 10. edycji Systema Naturae pod nazwą Turdus roseus, przeniesiony do monotypowego rodzaju Pastor Temminck, 1815, później do rodzaju Sturnus. Badania genetyczne wskazują, że ze względu na stosunkowo dalekie pokrewieństwo z innymi gatunkami z rodzaju Sturnus właściwym rodzajem jest Pastor. Według IOC gatunek monotypowy.

## Morfologia
Tułów różowy. Głowa czarna, ze zwisającym czubkiem. Górna część piersi, skrzydła i sterówki również czarne. U samców czarne partie ciała mają metaliczny połysk. W szacie młodocianej ptaki podobne do młodych szpaków (S. vulgaris), jednak znacznie bledsze, posiadają jasny kantarek, kuper jaśniejszy względem grzbietu, żółtawy dziób. U dorosłego samca dziób żółty, nasada żuchwy czarna. W lecie i na jesieni ma barwę ciemnobrązową lub czarniawą, w zimie brązowaworóżową. Nogi jaskraworóżowe; poza sezonem lęgowym matowe, żółtawe. Od podobnego szpaka bramińskiego (Sturnia pagodarum; występuje na obszarze zimowisk pasterzy) P. roseus odróżnia cała czarna głowa.
Długość ciała wynosi 19–26 cm, rozpiętość skrzydeł 38–40 cm. Poniższa tabela przedstawia wymiary szczegółowe (mm lub g).
|   | Skrzydło | Długość ogona | Dł. skoku | Dł. dzioba | Masa ciała |
| - | -------- | ------------- | --------- | ---------- | ---------- |
| ♂ | 127–139  | 65–75         | 29–34     | 22–26      | 59–90      |
| ♀ | 125–135  | 64–74         | 29–32     | 22–26      | 60–88      |

## Zasięg występowania
Gatunek wędrowny. Obszary lęgowe rozciągają się od południowej Ukrainy na wschód po stepy w okolicach dolnego biegu Wołgi, centralny i wschodni Kazachstan, zachodni Ałtaj i zachodnią Mongolię; na południu zasięg występowania sięga wschodniej Turcji, południowego Iranu, Afganistanu i północno-zachodnich Chin. Okazjonalnie pasterze zalatują do wschodniej Europy, do Czech, na Węgry i do Włoch. Prawdopodobnie gnieżdżą się w Bułgarii. Zimowiska znajdują się głównie w Indiach i Sri Lance. BirdLife International szacuje obszar lęgowisk na 1,6 mln km².
Do Polski nieregularnie zalatuje – zwykle obserwuje się pojedyncze ptaki lub grupy liczące 2–3 osobniki. Jeszcze w XIX wieku na obszarze Polski miało miejsce kilkanaście bardzo licznych nalotów, ale już w latach 1900–1980 pasterz stwierdzony został tylko 2 razy. W 2002 miał miejsce liczny nalot, w trakcie którego na terenie kraju stwierdzono co najmniej 48 osobników. Do końca 2017 Komisja Faunistyczna Sekcji Ornitologicznej Polskiego Towarzystwa Zoologicznego potwierdziła 46 stwierdzeń tego gatunku na terenie kraju (w liczbie około 132 osobników).

## Ekologia
Podczas sezonu lęgowego pasterze przebywają na otwartych stepach, na których licznie występują szarańczaki. Oprócz wspomnianych przedstawicieli prostoskrzydłych pasterze zjadają także pluskwiaki (Hemiptera), chrząszcze (Coleoptera), błonkoskrzydłe (Hymenoptera), motyle (Lepidoptera), równonogi (Isopoda), pająki (Araneae) i ślimaki (Gastropoda). Ptaki tego gatunku potrafią przemierzyć do 10 km, przemieszczając się między koloniami lęgowymi a żerowiskami. Kolonie często znajdują się w dolinach w piargach. Śpiew szczebiotliwy, ptak wplata w niego szorstkie i skrzypiące dźwięki, podobnie jak szpak; nie stosuje jednak naśladownictwa.

### Lęgi

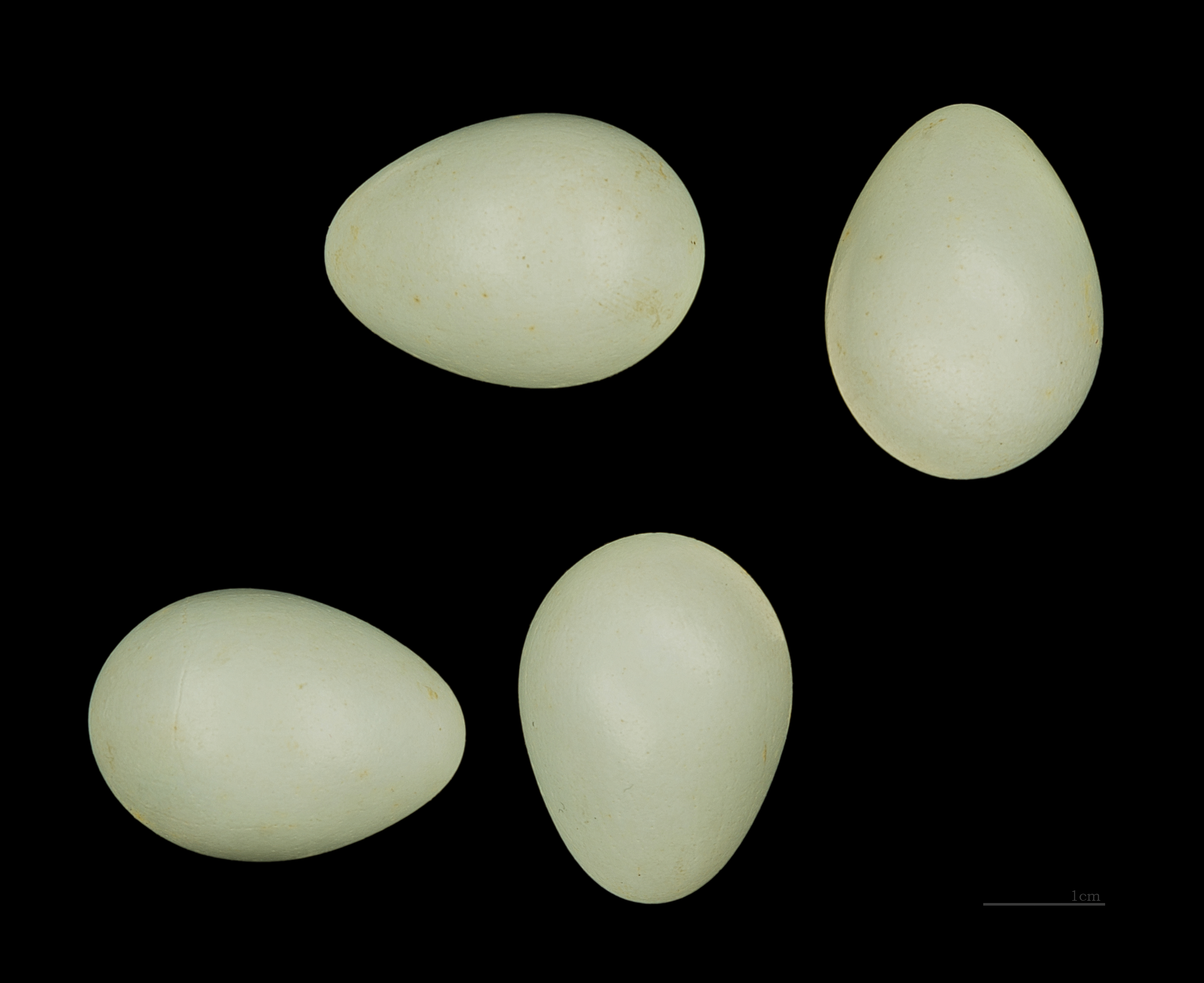
Jaja z kolekcji muzealnej

Okres lęgowy pasterza powiązany jest z dostępnością szarańczaków, trwa krótko i kończy się zaraz po opierzeniu się większości piskląt. Wtedy też ptaki opuszczają kolonię; jeśli pisklę nie potrafi jeszcze latać, także zostaje opuszczone. W większej części zasięgu okres lęgowy rozpoczyna się w maju lub na początku czerwca. Niekiedy, prawdopodobnie w wyniku niekorzystnej pogody, okres lęgowy przypada na lipiec.
Przeważnie gniazdo znajduje się w rumowisku skalnym; inne możliwe siedliska to szczeliny skalne, budynki, w dziuplach po innych ptakach lub w naturalnych otworach w drzewie. Jego zewnętrzną warstwę tworzą gałązki oraz trawy, zaś wyściółkę delikatniejsze trawy i pierze. Zniesienie liczy 3–6 jaj; odnotowywano do 10 jaj w gnieździe, prawdopodobnie w wyniku składania jaj przez dwie samice. Skorupka przybiera barwę jasnoniebieską; wykazuje nieznaczny połysk. Jaja mierzą 25–33 na 18,5–22,7 mm. Wysiadywane są przez okres około 15 dni przez oba ptaki z pary; dokładny okres inkubacji nie jest znany. Młode, karmione przez oboje rodziców, pozostają w gnieździe około 24 dni. Dalsze losy piskląt nie są dokładnie znane.

## Status i ochrona
Przez IUCN gatunek klasyfikowany jest jako najmniejszej troski (LC, Least Concern) nieprzerwanie od 1988 (stan w 2021). Liczebność światowej populacji, wstępnie obliczona w oparciu o szacunki organizacji BirdLife International dla Europy z 2015 roku, mieści się w przedziale 490 000 – 1 850 000 dorosłych osobników. BirdLife International wymienia dwie ostoje ptaków IBA, w których występowanie pasterza zadecydowało o ich utworzeniu; obie znajdują się w Iranie.
Na terenie Polski gatunek ten jest objęty ścisłą ochroną gatunkową.